# Jakob Oeri-Hoffmann
Jakob «Joggi» Oeri-Hoffmann (* 7. Mai 1920 in Riehen; † 1. Oktober 2006 in Basel) war ein Schweizer Arzt, Unternehmer, Mäzen und Politiker.

## Leben

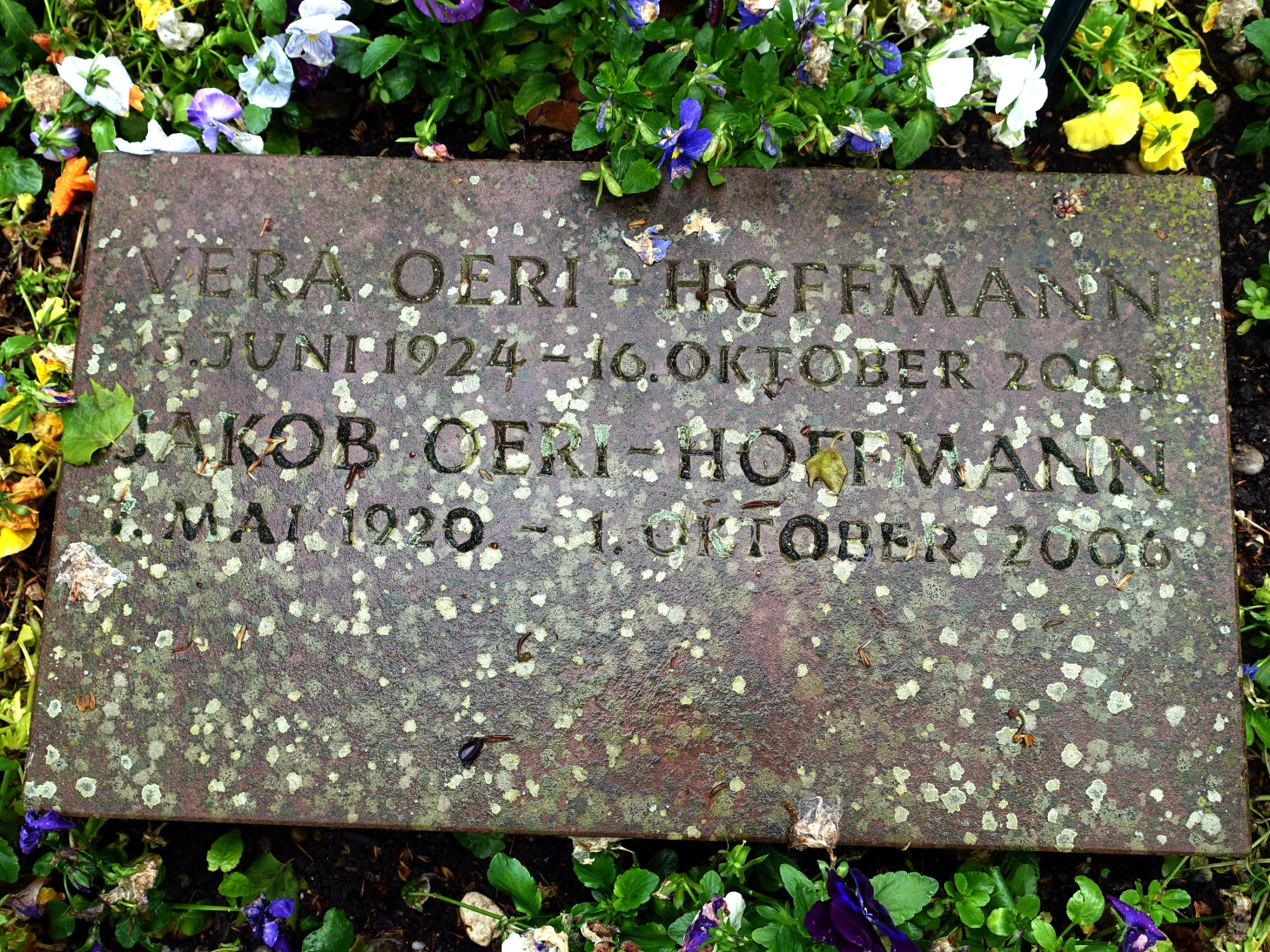
Grab auf dem Friedhof Wolfgottesacker

Jakob Oeri war der Sohn des Journalisten und Politikers Albert Oeri. Er studierte Medizin an der Universität Basel und wurde 1951 mit einer Arbeit über die Nichtgerinnung von Blutungen promoviert.
Er war ab 1948 mit Vera Oeri-Hoffmann (1924–2003) verheiratet, der Enkelin des Roche-Gründers Fritz Hoffmann. Er selbst gehörte von 1966 bis 1996 dem Verwaltungsrat von Roche an. Die Familien Hoffmann und Oeri halten mit 50,01 Prozent der Stimmen die Mehrheit am Basler Pharmakonzern; das Vermögen der Familien wird auf 15 bis 16 Milliarden Schweizer Franken geschätzt (Stand 2006).
Jakob Oeri-Hoffmann war unter anderem tätig in der Roche Research Foundation und dem Institut für Immunologie Basel. Er engagierte sich auch als Mäzen in der Musik, der Kunst und dem Museumswesen.
Oeri-Hoffmann war zwölf Jahre lang als Vertreter der Liberal-Demokratischen Partei Mitglied des Basler Grossen Rates, 1969 war er dessen Präsident.
Als ambitionierter Hobby-Fotograf gab er 1980 das Fotobuch Ein Museum im Werden, Photographien zur Entstehungsgeschichte des Museum für Gegenwartskunst der Emanuel Hoffmann-Stiftung und der öffentlichen Kunstsammlung in Basel durch Umbau einer alten Fabrik, im Benteli-Verlag heraus.
Jakob Oeri-Hoffmann starb an den Folgen eines langjährigen Demenzleidens und hinterlässt einen Sohn und vier Töchter. Seine letzte Ruhestätte fand er auf dem Friedhof Wolfgottesacker.